# فرانسیس اسمیت
فرانسیس اسمیت (انگلیسی: Francis Smith؛ ۱۷۲۳ – ۱۷۹۱ (۶۷−۶۸ سال)) فرد نظامی اهل پادشاهی بریتانیای کبیر بود.
اسمیت یک افسر ارتش بریتانیا بود. اگرچه وی دوران حرفه‌ای طولانی و متنوعی داشت، اما او بیشتر به‌عنوان فرمانده بریتانیایی در بیشتر نبردهای لکسینگتون و کنکورد، ماساچوست در ۱۹ آوریل ۱۷۷۵ شناخته می‌شود. این نبرد، آتش جنگ استقلال آمریکا را شعله‌ور کرد که منجر به استقلال سیزده مستعمره آمریکایی بریتانیا و تبدیل آنها به یک ملت مستقل شد.